# Lac De Vau
Pour les articles homonymes, voir De Vau.
Le lac De Vau est un plan d’eau douce du territoire non organisé de Rivière-Mistassini, dans la municipalité régionale de comté (MRC) de Maria-Chapdelaine, dans la région administrative du Saguenay–Lac-Saint-Jean, dans la province de Québec, au Canada. Ce plan d’eau est situé tout près de la limite des régions administratives du Saguenay-Lac-Saint-Jean et du Nord-du-Québec.
Le versant du lac De Vau est desservi par la route forestière R0206 qui passe du côté Est, entre le lac De Vau et la rivière Mistassibi. Quelques routes forestières secondaires desservent le secteur surtout pour les besoins de la foresterie et des activités récréotouristiques.
La surface du lac De Vau est habituellement gelée de la fin novembre au début avril, toutefois la circulation sécuritaire sur la glace se fait généralement de la mi-décembre à la mi-avril.

## Géographie
Les principaux bassins versants voisins du lac De Vau sont :
- côté nord : Lac Témiscamie, lac Caouachigamau, Petit lac Témiscamie ;
- côté est : lac Richaume, rivière Mistassibi, lac Machisque ;
- côté sud : lac Baptiste, lac Nathalie, rivière Daniel, lac Daniel ;
- côté ouest : rivière à l'Eau Froide, rivière Témiscamie, rivière Mistassini.

Le lac De Vau comporte une superficie de km2, une longueur de 10,6 km, une largeur maximale de 1,2 km et une altitude de 537 m.
L’embouchure du lac De Vau est localisée au fond d’une baie de la rive Sud du lac, soit à :
- 1,5 km au Nord-Est du Petit lac De Vau lequel constitue le lac de tête de la rivière Mistassini ;
- 7,0 km à l’Ouest de la route forestière R0206 ;
- 11,3 km à l’Ouest du cours de la rivière Mistassibi ;
- 11,6 km à l’Est du lac à l'Eau Froide ;
- 22,2 km au Sud du lac Témiscamie ;
- 50,3 km au Nord-Ouest de la confluence de la rivière Daniel et de la rivière Mistassibi[1].

À partir de l’embouchure du lac De Vau, le courant descend sur 68,6 km vers le Sud, puis vers l’Est, en suivant le cours de la rivière Daniel, sur 111,1 km généralement vers le Sud en suivant le cours de la rivière aux Rats, puis le cours de la rivière Mistassini sur 24,5 km vers l’Est, puis le Sud-Ouest. À l’embouchure de cette dernière, le courant traverse le lac Saint-Jean sur 42,7 km vers l’Est, puis emprunte le cours de la rivière Saguenay vers l’Est sur 155 km jusqu'à la hauteur de Tadoussac où il conflue avec le fleuve Saint-Laurent.

## Toponymie
Le toponyme « lac De Vau » a été officialisé le 5 décembre 1968 par la Commission de toponymie du Québec.